# انتخابات البلدية التركية 2019
عقدت انتخابات البلدية التركية لعام 2019 يوم الأحد 31 مارس عام 2019 في جميع أنحاء 81 محافظة تركية. وقد انتُخب ما مجموعه 30 رئيس بلدية كبرى، و1351 من رؤساء بلديات المحافظات، إلى جانب 1251 عضوًا في المحافظات، و20500 عضو مجلس بلدي، بالإضافة إلى العديد من المناصب المحلية غير الحزبية مثل أمناء الأحياء (المختار) ومجالس كبار السن.
تنافس حزب العدالة والتنمية الحاكم (إيه كيه بّي) وحزب الحركة القومية (إم إتش بّي) في الانتخابات في العديد من المحافظات، في ظل تحالف الشعب المشترك. وبالمثل، دخل حزب الشعب الجمهوري (سي إتش بّي) وحزب الخير (أي واي أي) بعض السباقات تحت راية تحالف الأمة. ولم يعلن حزب الشعوب الديمقراطي (إتش دي بّي) صراحة دعمه لأي من التحالفين، لكنه لم يقدم مرشحين في بعض المناطق لتحسين فرص مرشحي المعارضة.
وُصِفت الحملات الانتخابية بأنها سلبية ومثيرة للانقسام بشكل واضح، حيث انتقدت المعارضة الحكومة بسبب التباطؤ الاقتصادي في تركيا، وإساءة استخدام الأموال العامة، والفساد. ردًا على ذلك، زعمت الحكومة أن أحزاب المعارضة كانت تعمل لصالح «القوى الأجنبية والإرهابيين». أحاط جدل خاص بمزاعم حزب العدالة والتنمية بشأن الاحتيال المالي ضد مرشح المعارضة لمنصب عمدة أنقرة منصور يافاش، والتي اتضح فيما بعد أنها صادرة عن مصدر لا يمكن التحقق منه. وقد تلقى توظيف لقطات الفيديو لهجوم كرايستشيرش الإرهابي من قبل زعيم حزب العدالة والتنمية والرئيس رجب طيب أردوغان خلال التجمعات الانتخابية إدانة دولية، وتسبب في توتر العلاقات الدبلوماسية بين تركيا ونيوزيلندا. قُتل خمسة أشخاص وأصيب اثنان خلال أعمال عنف سياسية يوم الانتخابات، في حادثين منفصلين في غازي عنتاب وملطية. وانتقد المراقبون الانتخابات بسبب التحيز الإعلامي المفرط لصالح تحالف الشعب الحاكم.
عانى أعضاء تحالف الأمة في البداية من مشاكل تتعلق باختيار المرشحين والانقسامات داخل الحزب، والتي نشأت عن خسارتهم في الانتخابات العامة في يونيو عام 2018. ومع ذلك، نجح كل من حزب الشعب الجمهوري وحزب الخير بشكل جماعي في تجاوز التوقعات، ما أدى إلى تحقيق انتصارات «صادمة» في المدن الكبرى في تركيا. وشمل ذلك السيطرة على كل من أنقرة عاصمة تركيا وإسطنبول أكبر مدنها. سيطر حزب الشعب الجمهوري أيضًا على إزمير، ثالث أكبر مدينة في تركيا، وهو يحكم الآن خمسة من أكبر ستة مراكز سكانية في تركيا (الاستثناء الوحيد هو بورصة، حيث فاز الائتلاف الحاكم بفارق ضئيل). وسيطر الحزب الشيوعي على عاصمة المقاطعة، وهي تونجلي، لأول مرة. في المحافظات التي تنافس فيها حزب العدالة والتنمية وحزب الحركة القومية كحزبين منفصلين، رجحت الكفة بشكل كبير لصالح حزب الحركة القومية، بدلًا عن مرشحي حزب العدالة والتنمية. ومع ذلك، أعلن زعيم حزب العدالة والتنمية والرئيس رجب طيب أردوغان الانتصار، معلنين أن تحالف الشعب قد حصل على أكثر من 50% من الأصوات، وبالتالي حافظ على دعم غالبية الناخبين (النتائج النهائية أعطت تحالف الشعب في الواقع أقل من 50% بقليل، في حين أن تحالف الأمة فاز بنسبة 38%).
اكتنف الانتخابات عدد من الجدالات، بما في ذلك التعتيم غير المفسر على النتائج ليلة الانتخابات عندما كانت المعارضة على وشك الفوز في اسطنبول. بقيت انتخابات رئاسة بلدية إسطنبول محل نزاع لمدة أسبوعين بعد التصويت، وفيها هزم مرشح حزب الشعب الجمهوري أكرم إمام أوغلي مرشح حزب العدالة والتنمية ورئيس الوزراء السابق بن علي يلدرم بأقل من 14 ألف صوت (0.17%). وأعلن عن هذه النتيجة بعد التعتيم، وفي ذلك الوقت ارتفعت أصوات مرشح حزب الشعب الجمهوري بأكثر من 24 ألف صوت. حدثت العديد من عمليات إعادة الفرز والشكاوى الانتخابية والنزاعات القانونية والفساد المزعوم والاتهامات بالتورط الإرهابي وعمليات الشرطة بعد الانتخابات، والتي بدأها بشكل أساسي حزب العدالة والتنمية. أدى إمام أوغلي اليمين الدستورية كعمدة، على الرغم من إجراء انتخابات جديدة في 23 يونيو. وكانت النتيجة انتصارًا ساحقًا غير متوقع لإمام أوغلي، الذي هزم يلدرم بأكثر من تسع نقاط، 54.2% إلى 45%.

## الخلفية
تعقد تركيا انتخابات محلية كل خمس سنوات في آخر يوم أحد من شهر مارس. أسفرت الانتخابات الأخيرة، التي أجريت في 30 مارس عام 2014، عن فوز حزب العدالة والتنمية الحاكم، والذي فاز بالسيطرة على كل من إسطنبول وأنقرة، أكبر مدينتين في تركيا. وحل حزب الشعب الجمهوري المعارض الرئيسي في المرتبة الثانية، الذي سيطر على إزمير، ثالث أكبر مدينة في تركيا. كانت الانتخابات أول اختبار للدعم في أعقاب الاحتجاجات الواسعة النطاق المناهضة للحكومة في صيف عام 2013 وفضيحة فساد في ديسمبر عام 2013. وأعقب الانتخابات مزاعم عديدة بالتزوير، وكذلك إعادة الانتخابات في محافظات مثل يالوفا وأغري حيث أعيد فرز الأصوات. ولكن مزاعم التزوير فشلت في إعادة الفوز الحاسم.
جاءت انتخابات عام 2019 في أعقاب انتخابين تاريخيين عُقدا في 24 يونيو عام 2018، وهما التصويت الرئاسي والتصويت البرلماني، حيث أعيد انتخاب الرئيس الحالي رجب طيب أردوغان بنسبة 52.59% من الأصوات. ومع إعادة انتخابه، تولى سلطات تنفيذية موسعة على نطاق كبير وافق عليها الناخبون في استفتاء دستوري مثير للجدل في عام 2017. وخسر حزبه أغلبيته في مجلس الأمة التركي الكبير (البرلمان)، لكنه احتفظ بالأغلبية بدعم من حزب الحركة القومية، الذي شكل مع حزب العدالة والتنمية تحالفًا انتخابيًا سُمي تحالف الشعب. وكانت انتخابات البلدية لعام 2019 آخر انتخابات مقررة ستجرى في تركيا حتى 23 يونيو عام 2023.

### التوقعات المبكرة للانتخابات
بعد انتخاب البرلمان السابع والعشرين لتركيا في 24 يونيو عام 2018، أعلنت حكومة حزب العدالة والتنمية عزمها على تقديم الانتخابات المحلية من مارس عام 2019 إلى نوفمبر عام 2018. على الرغم من ادعاء المعارضة أنهم مستعدون لخوض انتخابات البلدية، إلا أنهم لم يدعموا دعوة الحكومة علنًا. وكانت هناك تكهنات بأن رغبة الحكومة في إجراء انتخابات مبكرة مرتبطة بالانكماش الاقتصادي الحاد الذي حدث بعد فترة وجيزة من انتخابات يونيو عام 2018، مع مخاوف من أن يؤدي ذلك إلى خفض حصة تصويت حزب العدالة والتنمية.
إن مواعيد انتخابات البلدية منصوص عليها في دستور تركيا، ما يعني أن أي اقتراح بإجراء الانتخابات في موعد مختلف يتطلب تعديلًا دستوريًا. وسيتطلب ذلك أغلبية الثلثين في مجلس الأمة التركي الكبير أو أغلبية ثلاثة أخماس مع الموافقة في استفتاء. احتل تحالف الشعب بين حزب العدالة والتنمية وحزب الحركة القومية 57% فقط من المقاعد، وهذا جعل الاقتراح غير واقعي. وبعد ذلك أسقطت الحكومة خططها لتقديم الانتخابات.

## المناصب المنتخبة
كانت انتخابات البلدية لعام 2019 هي الثانية التي تُعقد بعد إعادة تنظيم الحكومة المحلية التركية عام 2013، والتي دمجت العديد من البلديات وقللت بشكل كبير من عدد أعضاء المجالس ورؤساء البلديات المنتخبين. ويُنتخب رؤساء البلديات وأعضاء المجالس بشكل منفصل. وتتكون بلديات المحافظات من نوعين؛ بلدية المقاطعات الفعلية (ويوجد منها 921) و397 بلدية بلدات تخدم تجمعات أصغر في المحافظات النائية. ويُبين الجدول أدناه المناصب المنتخبة. 
بالإضافة إلى هذه المناصب الحزبية، يجري انتخاب العديد من المناصب المحلية غير الحزبية مثل رؤساء الأحياء (المختار) ومجالس المسنين. ووفقًا لأرقام عام 2018، يبلغ عدد المخاتير المقرر انتخابهم 50229.

## النتائج
| الحزب               | حزب العدالة والتنمية العدالة | حزب الشعب الجمهوري CHP | حزب الخير İYİ | حزب الحركة القومية MHP | حزب الشعوب الديمقراطي HDP  | حزب السعادة SAADET | حزب اليسار الديمقراطي DSP | الحزب الديمقراطي DP | الحزب الشيوعي التركي TKP |
| الحزب               |                              |                        |               |                        |                            |                    |                           |                     |                          |
| القائد              | رجب طيب أردوغان              | كمال قلجدار أوغلي      | ميرال أكشينار | دولت بهجلي             | Sezai Temelli بروين بولدان | تمل كاراملا أوغلو  | Önder Aksakal             | Gültekin Uysal      | Aydemir Güler            |
| القائد              |                              |                        |               |                        |                            |                    |                           |                     |                          |
| بلديات العاصمة      | 0 (0.0%)                     | 0 (0.0%)               | 0 (0.0%)      | 0 (0.0%)               | 0 (0.0%)                   | 0 (0.0%)           | 0 (0.0%)                  | 0 (0.0%)            | 0 (0.0%)                 |
| بلديات العاصمة      | 0 / 30                       | 0 / 30                 | 0 / 30        | 0 / 30                 | 0 / 30                     | 0 / 30             | 0 / 30                    | 0 / 30              | 0 / 30                   |
| بلديات المقاطعة     | 0 (0.0%)                     | 0 (0.0%)               | 0 (0.0%)      | 0 (0.0%)               | 0 (0.0%)                   | 0 (0.0%)           | 0 (0.0%)                  | 0 (0.0%)            | 0 (0.0%)                 |
| بلديات المقاطعة     | 0 / 1٬351                    | 0 / 1٬351              | 0 / 1٬351     | 0 / 1٬351              | 0 / 1٬351                  | 0 / 1٬351          | 0 / 1٬351                 | 0 / 1٬351           | 0 / 1٬351                |
| أعضاء مجلس المدينة  | 0 (0.0%)                     | 0 (0.0%)               | 0 (0.0%)      | 0 (0.0%)               | 0 (0.0%)                   | 0 (0.0%)           | 0 (0.0%)                  | 0 (0.0%)            | 0 (0.0%)                 |
| أعضاء مجلس المدينة  | 0 / 20٬498                   | 0 / 20٬498             | 0 / 20٬498    | 0 / 20٬498             | 0 / 20٬498                 | 0 / 20٬498         | 0 / 20٬498                | 0 / 20٬498          | 0 / 20٬498               |
| أعضاء مجلس المحافظة | 0 (0.0%)                     | 0 (0.0%)               | 0 (0.0%)      | 0 (0.0%)               | 0 (0.0%)                   | 0 (0.0%)           | 0 (0.0%)                  | 0 (0.0%)            | 0 (0.0%)                 |
| أعضاء مجلس المحافظة | 0 / 1٬251                    | 0 / 1٬251              | 0 / 1٬251     | 0 / 1٬251              | 0 / 1٬251                  | 0 / 1٬251          | 0 / 1٬251                 | 0 / 1٬251           | 0 / 1٬251                |

### التغييرات في السيطرة
توضح القائمة أدناه الأحزاب التي تحكم عواصم المحافظات الـ 81 قبل وبعد الانتخابات المحلية. تشير المقاطعات بالنص الداكن إلى البلديات الحضرية.
| ملخص         |
| حزب / تحالف: |
| قبل:         |
| منتخب:       |
| تغيير:       |
| ------------ |

| اجمالي الحزب | اجمالي الحزب | اجمالي الحزب   | اجمالي الحزب | اجمالي الحزب | اجمالي الحزب |
| العدالة      | الشعب        | الحركة القومية | الشعوب       | خير          | آخرون        |
| ------------ | ------------ | -------------- | ------------ | ------------ | ------------ |
| 48           | 14           | 7              | 0            | 1            | 11           |
| 39           | 21           | 11             | 8            | 0            | 2            |
| -9           | +7           | +4             | +8           | -1           | -9           |

| اجمالي التحالفات | اجمالي التحالفات | اجمالي التحالفات | اجمالي التحالفات | اجمالي التحالفات |
| تحالف الشعب      | تحالف الأمة      | الشعوب           | غير منحازة       |                  |
| ---------------- | ---------------- | ---------------- | ---------------- | ---------------- |
| 55               | 15               | 0                | 11               |                  |
| 50               | 21               | 8                | 2                |                  |
| -5               | +6               | +8               | -9               |                  |

#### قائمة كاملة
| محافظة         | قبل            | بعد            |
| -------------- | -------------- | -------------- |
| أضنة           | الحركة القومية | الشعب          |
| أديامان        | العدالة        | العدالة        |
| أفيون قره حصار | العدالة        | العدالة        |
| أغري           | مستقل          | العدالة        |
| أماصيا         | العدالة        | الحركة القومية |
| Ankara         | العدالة        | الشعب          |
| أنطاليا        | العدالة        | الشعب          |
| أرتوين         | العدالة        | الشعب          |
| أيدين          | الشعب          | الشعب          |
| بالق أسير      | العدالة        | العدالة        |
| بيله جك        | العدالة        | الشعب          |
| بينكل          | العدالة        | العدالة        |
| بدليس          | مستقل          | العدالة        |
| بولو           | العدالة        | الشعب          |
| بوردور         | الشعب          | الشعب          |
| بورصة          | العدالة        | العدالة        |
| جنق قلعة       | الشعب          | الشعب          |

| محافظة                       | قبل            | بعد            |
| ---------------------------- | -------------- | -------------- |
| جانقري                       | العدالة        | الحركة القومية |
| جوروم                        | العدالة        | العدالة        |
| دنيزلي                       | العدالة        | العدالة        |
| ديار بكر                     | مستقل          | الشعوب         |
| أدرنة                        | الشعب          | الشعب          |
| معمورة العزيز                | العدالة        | العدالة        |
| أرزينجان                     | العدالة        | الحركة القومية |
| أرضروم                       | العدالة        | العدالة        |
| إسكي شهر                     | الشعب          | الشعب          |
| عينتاب                       | العدالة        | العدالة        |
| غيرسون                       | الشعب          | العدالة        |
| كوموش خانة                   | العدالة        | العدالة        |
| هكاري                        | مستقل          | الشعوب         |
| هاتاي                        | الشعب          | الشعب          |
| إسبرطة                       | الحركة القومية | العدالة        |
| مرسين                        | خير            | الشعب          |
| انتخابات بلدية إسطنبول 2019 ‏ | العدالة        | الشعب          |

| محافظة     | قبل            | بعد            |
| ---------- | -------------- | -------------- |
| إزمير      | الشعب          | الشعب          |
| قارص       | الحركة القومية | الشعوب         |
| قسطموني    | العدالة        | الحركة القومية |
| قيصرية     | العدالة        | العدالة        |
| قرقلر ايلي | الشعب          | مستقل          |
| قرشهر      | العدالة        | الشعب          |
| قوجه ايلي  | العدالة        | العدالة        |
| قونية      | العدالة        | العدالة        |
| كوتاهية    | العدالة        | الحركة القومية |
| ملطية      | العدالة        | العدالة        |
| مانيسا     | الحركة القومية | الحركة القومية |
| مرعش       | العدالة        | العدالة        |
| ماردين     | مستقل          | الشعوب         |
| موغلا      | الشعب          | الشعب          |
| موش        | العدالة        | العدالة        |
| نوشهر      | العدالة        | العدالة        |
| نيدا       | العدالة        | العدالة        |

| محافظة    | قبل     | بعد     |
| --------- | ------- | ------- |
| أردو      | العدالة | العدالة |
| ريزا      | العدالة | العدالة |
| صقاريا    | العدالة | العدالة |
| سامسون    | العدالة | العدالة |
| سعرد      | مستقل   | الشعوب  |
| سينوب     | الشعب   | الشعب   |
| سيواس     | العدالة | العدالة |
| تكيرداغ   | الشعب   | الشعب   |
| توقاد     | العدالة | العدالة |
| طرابزون   | العدالة | العدالة |
| تونجلي    | مستقل   | TKP     |
| أورفة     | العدالة | العدالة |
| أوشاك     | العدالة | العدالة |
| وان       | مستقل   | الشعوب  |
| يوزغات    | العدالة | العدالة |
| زونغولداق | الشعب   | العدالة |
| آق سراي   | العدالة | العدالة |

| محافظة  | قبل            | بعد            |
| ------- | -------------- | -------------- |
| بايبورت | العدالة        | الحركة القومية |
| كارامان | العدالة        | الحركة القومية |
| كيركالي | العدالة        | العدالة        |
| بطمان   | مستقل          | الشعوب         |
| شرناق   | مستقل          | العدالة        |
| بارتين  | الحركة القومية | الحركة القومية |
| أرداهان | العدالة        | الشعب          |
| اغدير   | مستقل          | الشعوب         |
| يالوفا  | الشعب          | الشعب          |
| كارابوك | الحركة القومية | الحركة القومية |
| كلس     | العدالة        | العدالة        |
| عثمانية | الحركة القومية | الحركة القومية |
| دوزجة   | العدالة        | العدالة        |

### خرائط

#### منطقة

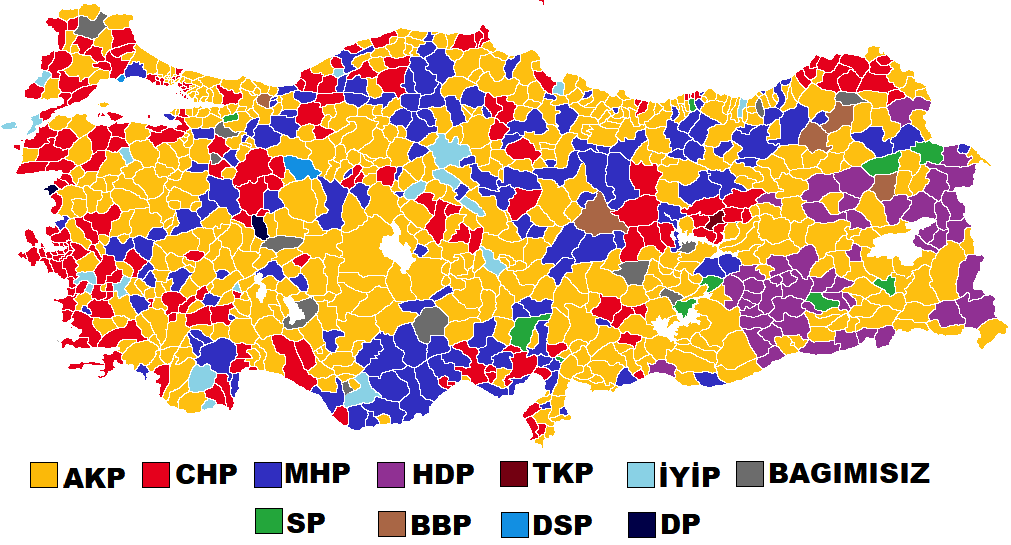
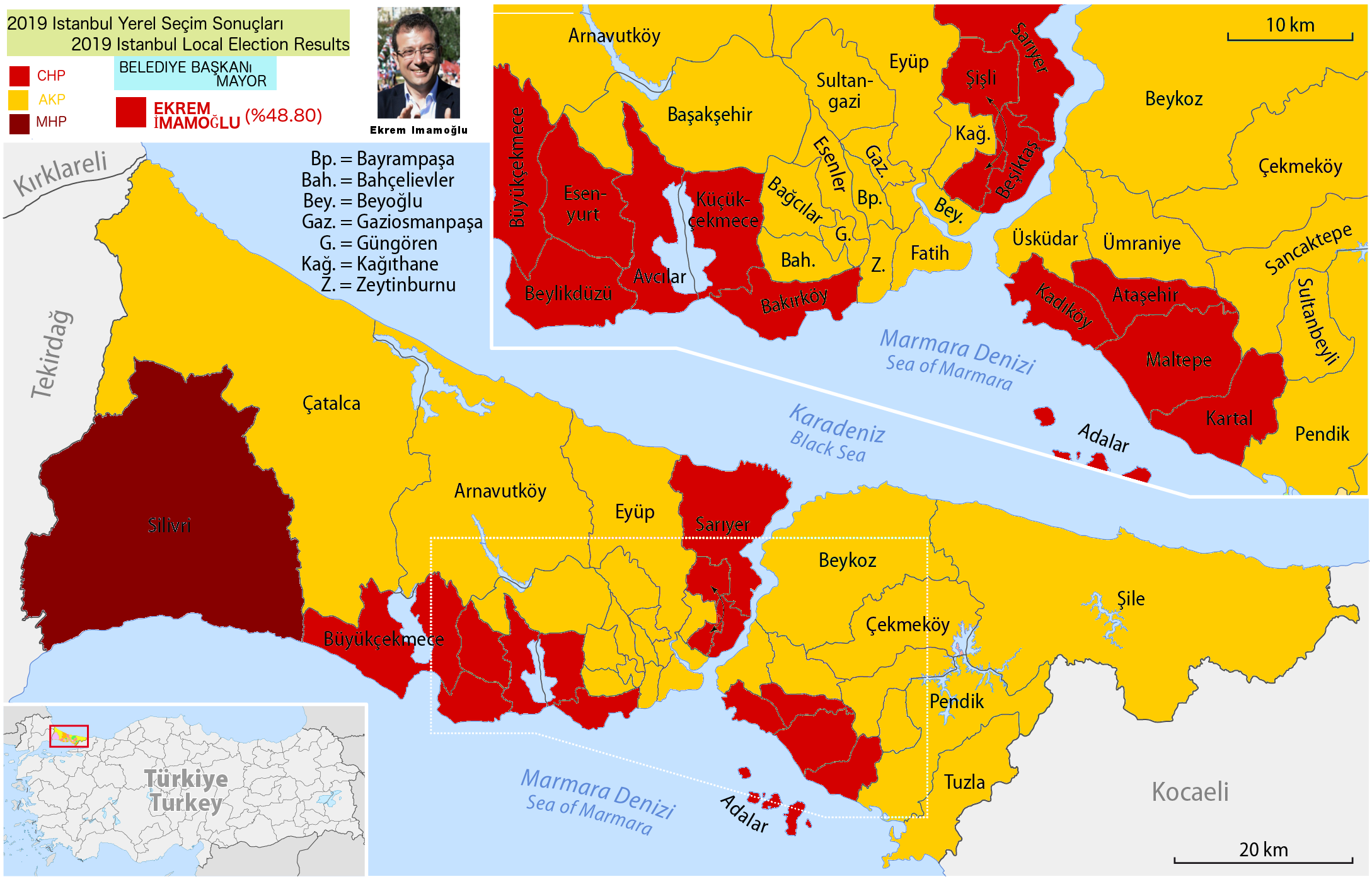
İstanbul
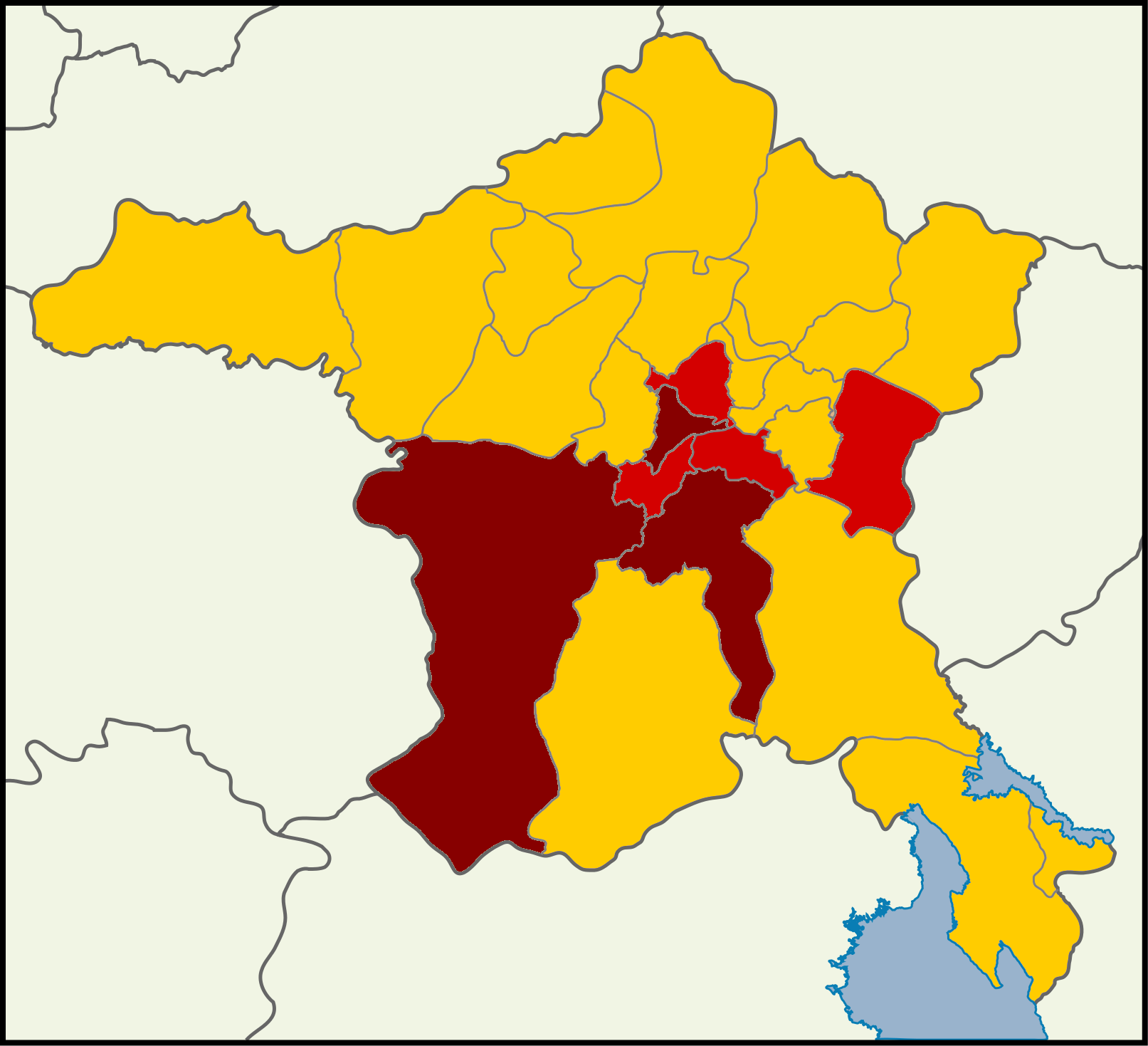
Ankara
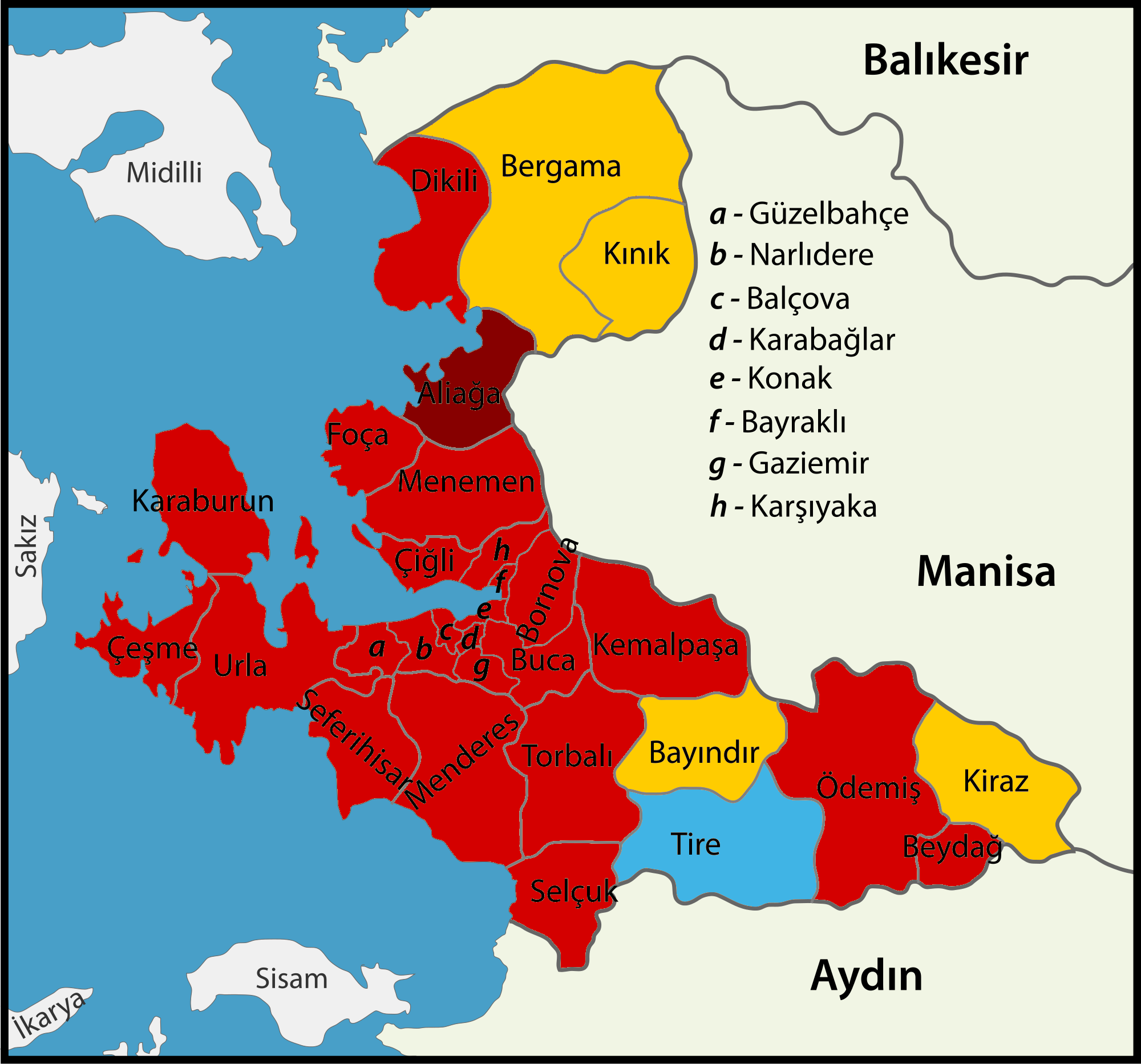
İzmir

#### المحافظة

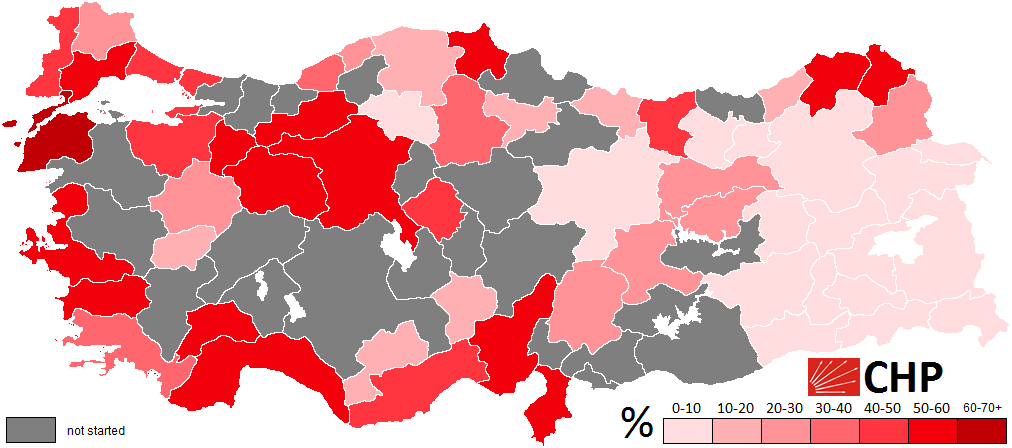
CHP
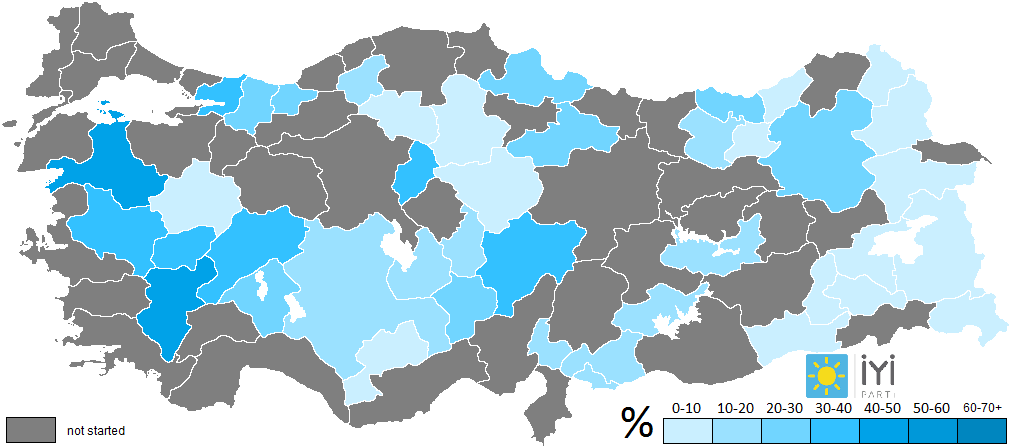
İyi Parti
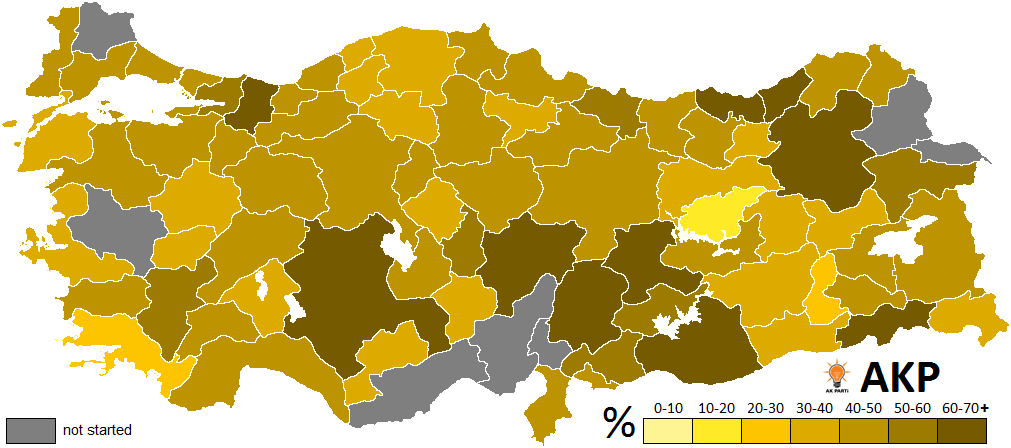
AKP
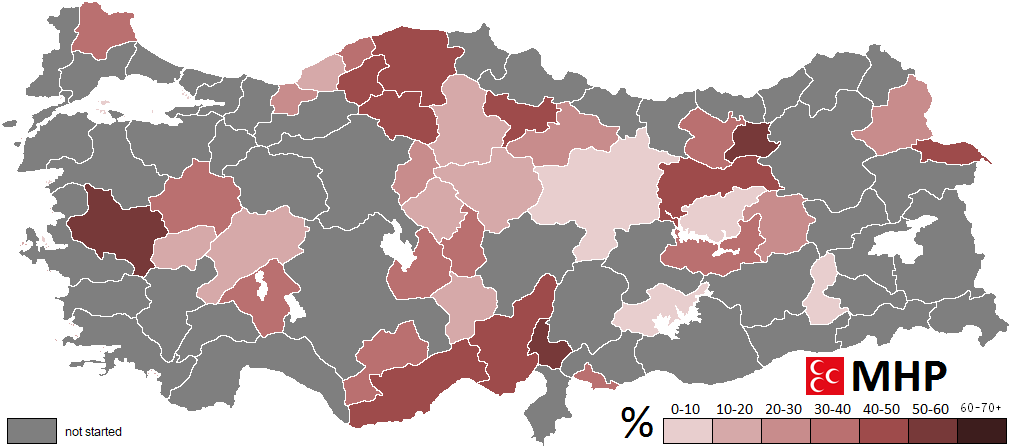
MHP
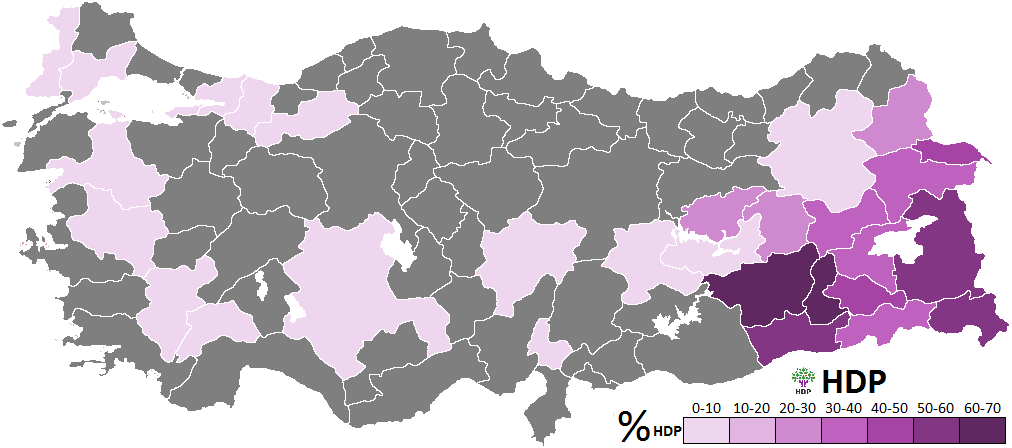
HDP